# EHF Champions League 2012-2013 - Qualificazioni
In questa pagina sono raccolti i risultati dei tornei di qualificazione alla fase a girone della EHF Champions League 2012-2013.

## Girone 1
Il Girone 1 di qualificazione si è disputato l'8 e il 9 settembre 2012 a Belgrado in Serbia.

### Risultati

#### Semifinali
| Squadra 1            | Squadra 2         | Risultato                              |
| -------------------- | ----------------- | -------------------------------------- |
| RK Partizan Belgrado | FC Porto          | Belgrado, 8 settembre 2012 - ore 17:00 |
| RK Partizan Belgrado | FC Porto          | 27 - 25 (14-13)                        |
| RK Partizan Belgrado | FC Porto          | 2000 spett. - Report                   |
| Sloga Doboj          | RK Lovćen Cetinje | Belgrado, 8 settembre 2012 - ore 19:30 |
| Sloga Doboj          | RK Lovćen Cetinje | 25 - 23 (13-10)                        |
| Sloga Doboj          | RK Lovćen Cetinje | 450 spett. - Report                    |

#### Finale 3º/4º posto
| Squadra 1         | Squadra 2 | Risultato                              |
| ----------------- | --------- | -------------------------------------- |
| RK Lovćen Cetinje | FC Porto  | Belgrado, 9 settembre 2012 - ore 17:00 |
| RK Lovćen Cetinje | FC Porto  | 25 - 31 (10-14)                        |
| RK Lovćen Cetinje | FC Porto  | 500 spett. - Report                    |

#### Finale 1º/2º posto
| Squadra 1   | Squadra 2            | Risultato                              |
| ----------- | -------------------- | -------------------------------------- |
| Sloga Doboj | RK Partizan Belgrado | Belgrado, 9 settembre 2012 - ore 19:30 |
| Sloga Doboj | RK Partizan Belgrado | 16 - 31 (8-15)                         |
| Sloga Doboj | RK Partizan Belgrado | 2000 spett. - Report                   |

### Verdetti
- RK Partizan Belgrado: Qualificato alla fase a gironi della EHF Champions League 2012-2013.
- Sloga Doboj: Qualificato al terzo turno della EHF Cup 2012-2013.
- FC Porto: Qualificato al terzo turno della EHF Cup 2012-2013.
- RK Lovćen Cetinje: Qualificato al secondo turno della EHF Cup 2012-2013.

## Girone 2
Il Girone 2 di qualificazione si è disputato l'8 e il 9 settembre 2012 a Rykkin in Norvegia.

### Risultati

#### Semifinali
| Squadra 1          | Squadra 2         | Risultato                            |
| ------------------ | ----------------- | ------------------------------------ |
| RK Metalurg Skopje | Alpla HC Hard     | Rykkin, 8 settembre 2012 - ore 14:00 |
| RK Metalurg Skopje | Alpla HC Hard     | 25 - 19 (10-5)                       |
| RK Metalurg Skopje | Alpla HC Hard     | 310 spett. - Report                  |
| Haslum HK          | HK Dynamo Poltawa | Rykkin, 8 settembre 2012 - ore 16:30 |
| Haslum HK          | HK Dynamo Poltawa | 29 - 28 (13-10)                      |
| Haslum HK          | HK Dynamo Poltawa | 750 spett. - Report                  |

#### Finale 3º/4º posto
| Squadra 1     | Squadra 2         | Risultato                            |
| ------------- | ----------------- | ------------------------------------ |
| Alpla HC Hard | HK Dynamo Poltawa | Rykkin, 9 settembre 2012 - ore 14:00 |
| Alpla HC Hard | HK Dynamo Poltawa | 29 - 23 (16-10)                      |
| Alpla HC Hard | HK Dynamo Poltawa | 173 spett. - Report                  |

#### Finale 1º/2º posto
| Squadra 1 | Squadra 2          | Risultato                            |
| --------- | ------------------ | ------------------------------------ |
| Haslum HK | RK Metalurg Skopje | Rykkin, 9 settembre 2012 - ore 16:30 |
| Haslum HK | RK Metalurg Skopje | 20 - 30 (8-16)                       |
| Haslum HK | RK Metalurg Skopje | 1150 spett. - Report                 |

### Verdetti
- RK Metalurg Skopje: Qualificato alla fase a gironi della EHF Champions League 2012-2013.
- Haslum HK: Qualificato al terzo turno della EHF Cup 2012-2013.
- Alpla HC Hard: Qualificato al terzo turno della EHF Cup 2012-2013.
- HK Dynamo Poltawa: Qualificato al secondo turno della EHF Cup 2012-2013.

## Girone 3
Il Girone 3 di qualificazione si è disputato l'8 e il 9 settembre 2012 a Costanza in Romania.

### Risultati

#### Semifinali
| Squadra 1        | Squadra 2              | Risultato                              |
| ---------------- | ---------------------- | -------------------------------------- |
| HCM Costanza     | SSV Bozen              | Costanza, 8 settembre 2012 - ore 18:00 |
| HCM Costanza     | SSV Bozen              | 33 - 22 (16-12)                        |
| HCM Costanza     | SSV Bozen              | 1500 spett. - Report                   |
| HT Tatran Prešov | Maccabi Rishon Le Zion | Costanza, 8 settembre 2012 - ore 20:30 |
| HT Tatran Prešov | Maccabi Rishon Le Zion | 36 - 20 (11-8)                         |
| HT Tatran Prešov | Maccabi Rishon Le Zion | 150 spett. - Report                    |

#### Finale 3º/4º posto
| Squadra 1 | Squadra 2              | Risultato                              |
| --------- | ---------------------- | -------------------------------------- |
| SSV Bozen | Maccabi Rishon Le Zion | Costanza, 8 settembre 2012 - ore 18:00 |
| SSV Bozen | Maccabi Rishon Le Zion | 30 - 33 (19-14)                        |
| SSV Bozen | Maccabi Rishon Le Zion | 300 spett. - Report                    |

#### Finale 1º/2º posto
| Squadra 1    | Squadra 2        | Risultato                              |
| ------------ | ---------------- | -------------------------------------- |
| HCM Costanza | HT Tatran Prešov | Costanza, 9 settembre 2012 - ore 20:30 |
| HCM Costanza | HT Tatran Prešov | 26 - 21 (16-10)                        |
| HCM Costanza | HT Tatran Prešov | 1500 spett. - Report                   |

### Verdetti
- HCM Costanza: Qualificato alla fase a gironi della EHF Champions League 2012-2013.
- HT Tatran Prešov: Qualificato al terzo turno della EHF Cup 2012-2013.
- Maccabi Rishon Le Zion: Qualificato al terzo turno della EHF Cup 2012-2013.
- SSV Bozen: Qualificato al secondo turno della EHF Cup 2012-2013.

## Girone 4
Il Girone 4 di qualificazione si è disputato l'8 e il 9 settembre 2012 a Minsk in Bielorussia.

### Risultati

#### Andata
| Squadra 1         | Squadra 2       | Risultato                           |
| ----------------- | --------------- | ----------------------------------- |
| Beşiktaş Istanbul | GK Dinamo Minsk | Minsk, 8 settembre 2012 - ore 18:30 |
| Beşiktaş Istanbul | GK Dinamo Minsk | 22 - 30 (9-15)                      |
| Beşiktaş Istanbul | GK Dinamo Minsk | 150 spett. - Report                 |

#### Ritorno
| Squadra 1       | Squadra 2         | Risultato                           |
| --------------- | ----------------- | ----------------------------------- |
| GK Dinamo Minsk | Beşiktaş Istanbul | Minsk, 8 settembre 2012 - ore 18:30 |
| GK Dinamo Minsk | Beşiktaş Istanbul | 31 - 24 (14-13)                     |
| GK Dinamo Minsk | Beşiktaş Istanbul | 1500 spett. - Report                |

### Verdetti
- GK Dinamo Minsk: Qualificato alla fase a gironi della EHF Champions League 2012-2013.
- Beşiktaş Istanbul: Qualificato al secondo turno della EHF Cup 2012-2013.

## Girone W
Il Girone Wild Card (W) di qualificazione si è disputato l'8 e il 9 settembre 2012 a Saint-Raphaël in Francia.

### Risultati

#### Semifinali
| Squadra 1              | Squadra 2   | Risultato                                   |
| ---------------------- | ----------- | ------------------------------------------- |
| HSV Amburgo            | Wisła Płock | Saint-Raphaël, 8 settembre 2012 - ore 16:30 |
| HSV Amburgo            | Wisła Płock | 28 - 26 (15-16)                             |
| HSV Amburgo            | Wisła Płock | 800 spett. - Report                         |
| Saint-Raphael Handball | RK Koper    | Saint-Raphaël, 8 settembre 2012 - ore 19:00 |
| Saint-Raphael Handball | RK Koper    | 28 - 23 (13-13)                             |
| Saint-Raphael Handball | RK Koper    | 1200 spett. - Report                        |

#### Finale 3º/4º posto
| Squadra 1   | Squadra 2 | Risultato                                   |
| ----------- | --------- | ------------------------------------------- |
| Wisła Płock | RK Koper  | Saint-Raphaël, 9 settembre 2012 - ore 16:00 |
| Wisła Płock | RK Koper  | 27 - 22 (12-10)                             |
| Wisła Płock | RK Koper  | 500 spett. - Report                         |

#### Finale 1º/2º posto
| Squadra 1   | Squadra 2              | Risultato                                   |
| ----------- | ---------------------- | ------------------------------------------- |
| HSV Amburgo | Saint-Raphael Handball | Saint-Raphaël, 9 settembre 2012 - ore 19:00 |
| HSV Amburgo | Saint-Raphael Handball | 32 - 31 (13-15)                             |
| HSV Amburgo | Saint-Raphael Handball | 1200 spett. - Report                        |

### Verdetti
- HSV Amburgo: Qualificato alla fase a gironi della EHF Champions League 2012-2013.
- Saint-Raphael Handball: Qualificato al terzo turno della EHF Cup 2012-2013.
- Wisła Płock: Qualificato al terzo turno della EHF Cup 2012-2013.
- RK Koper: Qualificato al secondo turno della EHF Cup 2012-2013.